# Pragi
Koordinaten: 57° 59′ N, 27° 2′ O

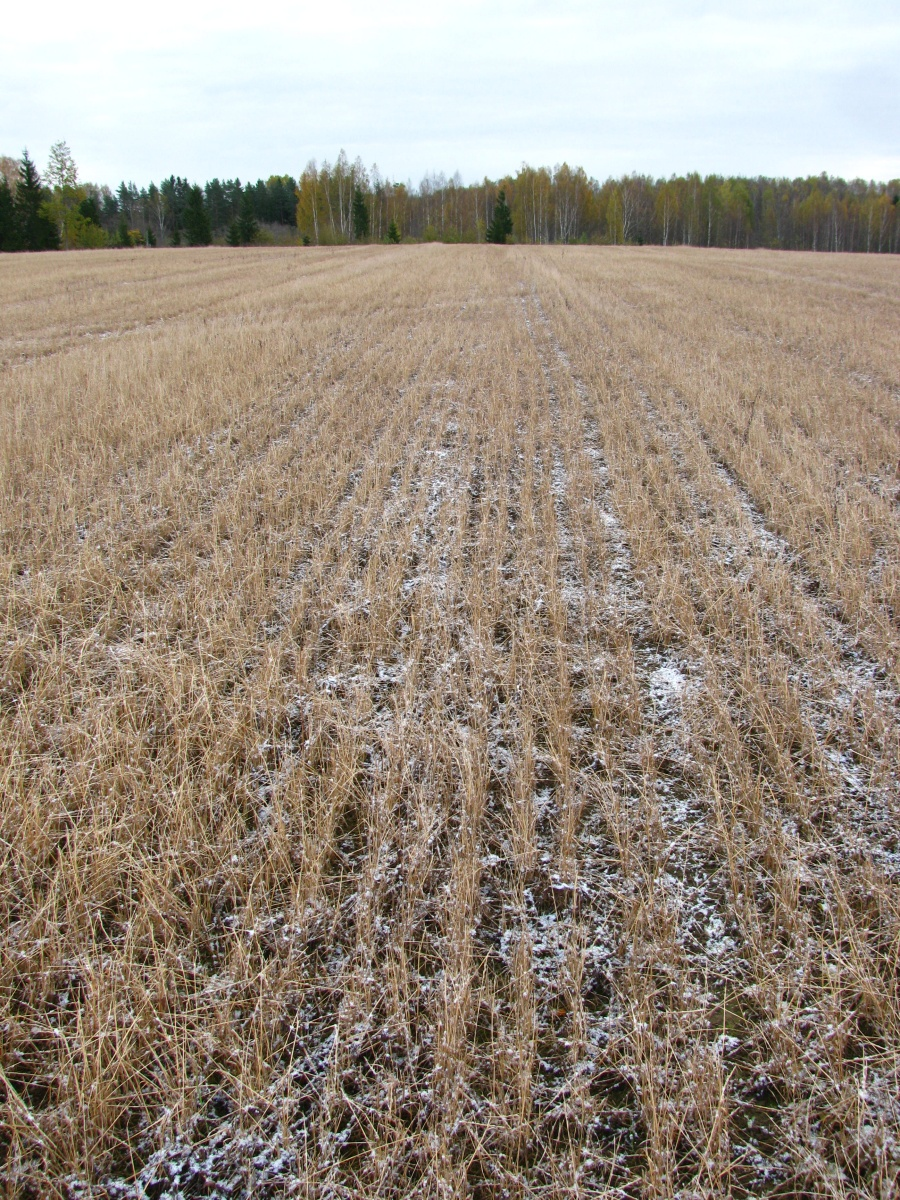
Feld bei Pragi

Pragi ist ein Dorf (estnisch küla) im Südosten Estlands. Es gehört zur Gemeinde Põlva (bis 2017 Laheda) im Kreis Põlva.
Das Dorf hat 67 Einwohner (Stand 31. Dezember 2011).
Vor der Gebietsreform in der Estnischen SSR 1977 hieß das Dorf Koiola.